# Pablo Nicolas Urdangarin y Borbón
Pablo Nicolas Urdangarin e Bourbon (Pablo Nicolás Sebastián de Todos los Santos Urdangarin y Borbón; Barcelona, 6 de dezembro de 2000) é um jogador de handebol espanhol, e filho da infanta Cristina de Bourbon e Iñaki Urdangarin, é o oitavo na linha de sucessão ao trono espanhol, depois da princesa das Astúrias, Leonor, a infanta Sofia, a infanta Elena, Felipe, Victoria, sua mãe, Cristina e de seu irmão, Juan.
Pablo possui um irmão mais velho: Juan Valentín, e dois irmãos mais novos: Miguel e Irene.

## Nascimento e batismo
Pablo nasceu em 6 de dezembro de 2000 na Centro Médico Teknon, em Barcelona, às 22h50 (horário local), três meses após o nascimento de sua prima, Victoria de Marichalar. Na ocasião, pesava 3,8kg e media 54,4 centímetros.
Apenas seis semanas após seu nascimento, em 20 de janeiro de 2001, foi batizado no Palácio da Zarzuela. O Cardeal Antonio Maria Rouco Varela presidiu a cerimônia. A água utilizada veio do Rio Jordão. 
Seus padrinhos foram: o príncipe Kubrat, da Bulgária, e a princesa Alexia da Grécia e Dinamarca.
Pablo Nicolas Sebastian de Todos os Santos Urdangarin e Bourbon foi nomeado por seu bisavô materno, o rei Paulo da Grécia; "Nicolas" em homenagem a Nicolau de Bari, o santo de 6 de dezembro; "Sebastian" por ser a padroeira de Palma de Maiorca (sua mãe era duquesa de Palma de Maiorca); e "de Todos os Santos" por tradição na família real espanhola.

## Educação e interesses
Pablo iniciou sua educação na Escola de Educação Infantil Carles Riba, na Espanha. Em seguida, ele entrou para uma escola francesa nas localidades. Após mudar-se com seus pais e irmãos para Washington, D.C, frequentou a escola também francesa Lycee Rochambeau, onde não teve quaisquer dificuldades em adaptar-se, até o retorno da família para a Espanha, em 2012. Então voltou a frequentar escola francesa local. Durante o verão de 2013, ele se mudou com sua mãe e irmãos para a Suíça, enquanto seu pai permaneceu na Espanha para lidar com o escândalo no qual estava envolvido, Pablo então foi matriculado na Escola Internacional de Genebra, onde estuda atualmente.
Em 23 de maio de 2009, como é tradicional na família real espanhola, Pablo fez sua Primeira Comunhão, juntamente com seu irmão Juan.
Ao que parece, Pablo demonstra ter herdado de sua mãe a paixão pela vela e pelo esqui, e de seu pai, pelo andebol. Como um desportista nato que é, é perfeitamente habitual vê-lo a andar de trotinete ou bicicleta pelas ruas mostrando-se muito enérgico e dinâmico como qualquer outro menino da sua idade. No verão, é presença constante em Palma de Maiorca para as férias com seus pais, irmãos, avós, tios e primos.

## Aparições públicas
Como um membro da Casa Real espanhola, ele ocasionalmente aparece com a Família Real para determinados eventos. Demonstra ser muito responsável e educado uma vez que em todas as suas aparições públicas mantém a compostura e cumpre o protocolo.

## Títulos e estilos
- 6 de dezembro de 2000 - presente: "Sua Excelência, Dom Pablo Nicolas Sebastian de Todos os Santos Urdangarin e Bourbon, Grande de Espanha."

Desde o nascimento, Pablo é legalmente intitulado "Sua Excelência". Todas as crianças da Infanta Elena e da Infanta Cristina ostentam o estilo de "SE Dom/Dona", como convém aos filhos de uma Infanta de Espanha. Apesar de não terem um grande título nobiliárquico, todos os netos do rei João Carlos, sem distinção, são membros oficiais da família real espanhola.
Algumas vezes, Pablo é mencionado na mídia como "Príncipe Pablo Nicolas".